# Glossario dei giochi di ruolo
Questo glossario dei giochi di ruolo elenca alcuni termini utilizzati nei giochi di ruolo e ne illustra il significato.

## A
AbilitàUna capacità appresa mediante lo studio e/o la pratica. Generalmente è un valore numerico o qualitativo (un aggettivo) che viene usato insieme ad un attributo in una nelle prova di abilità per verificare se un personaggio riesce o meno in un'azione. Nelle traduzioni in italiano delle edizioni di Dungeons & Dragons precedenti alla terza edizione, il termine "punteggio di abilità" aveva lo stesso significato che attualmente ha il termine "caratteristica". Questo cambio, necessario con l'introduzione nella meccanica di gioco del sistema delle abilità per evitare confusione, non è avvenuto nella versione originale del gioco, poiché sono sempre stati utilizzati i termini ability per indicare una caratteristica e skill per indicare un'abilità.
AllineamentoÈ una caratteristica utilizzata da alcuni giochi di ruolo per riassumere attraverso canoni ben delineati l'atteggiamento morale, etico e psicologico dei personaggi giocanti, non giocanti e mostri. Il concetto compare già nell'edizione originale di Dungeons & Dragons dove poteva assumere i valori di "buono", "malvagio" o "neutrale".
AmbientazioneIl mondo fittizio in cui sono ambientate le avventure di una campagna. Può essere un prodotto originale o l'adattamento di un film, romanzo, fumetto, cartone animato o videogioco. Può per esempio comprendere la storia passata del mondo, le mappe necessarie per lo svolgersi del gioco, la descrizione di personaggi non giocanti, mostri, nazioni e organizzazioni e società ed introdurre regole specifiche per gestire aspetti particolari.
Un singolo regolamento può avere svariate ambientazioni ufficiali (soprattutto nel caso di regolamenti generici, come GURPS o Fudge) oppure può essere legato ad una singola ambientazione. Inversamente una singola ambientazione può essere adattata a regolamenti diversi (per esempio, Fading Suns viene pubblicata con statistiche per il D20 System e per il Victory Point System, Traveller è stato adattato ufficialmente con almeno quattro regolamenti diversi).
Aspettol'aspetto fisico del personaggio. Generalmente poco considerata o considerata poco utile in quanto influenza quasi solamente l'aspetto interpretativo (per questo motivo è spesso preferita la caratteristica Carisma'). Può essere importante per coloro che prediligono nel gioco di ruolo l'interpretazione del personaggio: se il proprio personaggio ha un bell'aspetto susciterà reazioni migliori nei PNG rispetto a un personaggio di aspetto anonimo. Un personaggio esteticamente poco gradevole, al contrario, potrebbe aver problemi nelle relazioni sociali. L'aspetto comprende anche gli eventuali "segni particolari" del personaggio (ad esempio una grossa cicatrice sul volto).
AvventuraÈ una parte di campagna con un inizio e una fine ben delineata, durante la quale i personaggi risolvono o vivono un punto saliente della loro storia. Per paragone, corrisponde ad un singolo libro o racconto di un ciclo letterario. Può essere giocata in una o più sessioni di gioco a seconda della sua lunghezza e complessità.

## B
BackgroundLa descrizione, storia, psicologia, personalità, comportamenti tipici, conoscenze e risorse di un personaggio. In Mondo di tenebra il personaggio ha a disposizione dei "punti background" che può disporre a piacimento tra diverse voci (ad es. Influenza, Fama, Risorse, Contatti) che simboleggiano la storia del personaggio e influiscono nel gioco in diversi modi. I background hanno un valore variabile compreso tra 0 e 5. Per esempio: il background "Risorse" simboleggia quanti possedimenti ha il personaggio e quanto guadagna con il proprio lavoro. Un personaggio con risorse "0" sarà un nullatenente con notevoli ripercussioni nel gioco - come non potersi permettere armi - mentre un personaggio con risorse "5" sarà un miliardario con molte possibilità - comprare mezzi speciali, assoldare guardie del corpo, ecc.)
Boxed setTermine inglese che indica uno o più manuali di gioco confezionati per la vendita all'interno di una scatola, con l'eventuale presenza di altri accessori (mappe plastificate, schede riassuntive, miniature, dadi ecc.). A volte si usa con lo stesso significato anche box set. Uno dei più famosi boxed set è il Regole Base: Set 1 per Dungeons & Dragons (meglio conosciuto come "scatola rossa").

## C
CampagnaÈ una serie di una o più avventure che coinvolge lo stesso gruppo di personaggi. Facendo un parallelismo con la letteratura, corrisponde ad un intero ciclo di opere dedicate ad un gruppo di protagonisti. La durata di una campagna, a seconda del dettaglio e della complessità degli ostacoli da affrontare da parte del gruppo, può variare da un minimo di due sedute fino ad arrivare ad occupare diversi anni di incontri, con personaggi che si avvicendano intorno al tavolo di gioco. In alcuni giochi di ruolo per indicare la Campagna viene utilizzato un termine diverso (nei giochi del Mondo di Tenebra, ad esempio, si usa il termine Cronaca).
CaratteristicaChiamato anche "attributo", è un parametro generalmente numerico (può essere anche descrittivo, ad esempio "disastroso" o "superbo", come in Fudge) che definisce le peculiarità fisiche e mentali di un personaggio. Esempi di caratteristiche sono forza, destrezza, costituzione, intelligenza, carisma, aspetto, percezione. In molti giochi di ruolo le caratteristiche si differenziano dalle abilità per il fatto che tipicamente le prime rappresentano aspetti fondamentali, innati e immutabili del personaggio, mentre le seconde competenze specifiche che vengono apprese e migliorate con l'esperienza.
CasterAbbreviazione del termine inglese Spell caster (letteralmente "lanciatore di incantesimi"); indica un personaggio in grado di lanciare incantesimi, per esempio in D&D: chierici, maghi, stregoni, bardi, ecc.
ClanNei giochi di ruolo dell'ambientazione di Mondo di Tenebra Vampiri: la masquerade, indica la "linea di sangue" del vampiro, e cioè la sua discendenza che ne caratterizza anche i poteri e, in parte, la personalità.
ClasseÈ un modo di rappresentare una specifica professione o specializzazione dei personaggi; normalmente viene scelta all'atto della creazione del personaggio e non può essere successivamente cambiata (o comunque cambiata in modo molto limitato). Esempi di giochi basati su classi sono Dungeons & Dragons e CyberPunk 2020.
Classe armaturaIn Dungeons & Dragons un valore numerico che indica il grado di protezione contro attacchi fisici.
Classe difficoltàÈ un valore numerico che indica la misura di quanto un'azione (che non preveda successo automatico) sia impegnativa da compiere. Per esempio in Dungeons & Dragons, se un personaggio deve arrampicarsi su di un muro, il dungeon master deciderà la classe difficoltà di questa azione (ad esempio "12"), e il giocatore tirerà un dado a venti facce (d20) e sommerà eventuali bonus per vedere se l'azione ha successo o meno. Se la somma è maggiore o uguale al valore della classe difficoltà l'azione è riuscita, altrimenti è fallita. Se il risultato del dado (senza contare eventuali bonus) è "1" o "20" vi sono effetti particolari: un "1" causa sempre un Fallimento Critico, un "20" un Successo Critico.
Nel vecchio Mondo di tenebra, esiste una classe difficoltà da applicare ad ogni tiro di dadi. A differenza di quanto accade in D&D, qui il dado utilizzato è a 10 facce (d10) e i dadi lanciati sono normalmente più di uno.
Classe di armaturaLa "classe di armatura" è un valore numerico che in alcuni giochi indica la facilità di colpire un avversario. Nelle prime versioni di 'Dungeons & Dragons più bassa era la classe di armatura di un personaggio o mostro, più difficile era colpirlo. Un uomo senza armatura aveva AC 10 e l'armatura abbassava la sua classe armatura, i mostri più potenti avevano di solito una classe di armatura minore di zero.
In Advanced Dungeons & Dragons 2ª edizione la capacità di un personaggio o di un mostro di colpre con successo era indicato dal suo THAC0, che era il tiro minimo su un dado da 20 facce necessario "a colpire classe di armatura 0" ("To Hit Armor Class 0"). Il tiro per colpire altre classi armatura poteva essere calcolato sottraendo la classe di armatura dal THAC0. Più basso era il THAC0, più probabile era riuscire a colpire con successo. Questo metodo rimpiazzava le tavole di combattimento usate nelle edizioni precedenti, ma venne ufficialmente abbandonato con l'edizione 3.0 di D&D.
In D&D 3.0 la classe di armatura venne in effetti invertita, un uomo privo di armatura aveva ancora classe di armatura 10, ma indossare un'armatura e/o impugnare uno scudo alza la classe di armatura. Perciò una creatura con classe armatura 0 nella seconda edizione ha una classe armatura 20 nell'edizione 3.0 e viceversa. Questo sistema persiste nella quarta edizione. Diversi fattori influenzano la classe armatura in entrambi i sistemi, per esempio la destrezza del personaggio, l'uso di tecniche di combattimento (come alcune forme di parata) e la qualità e materiale dell'armatura indossata.
Il concetto di classe armatura e di punti ferita ebbe origine da un regolamento di wargame navale sulla guerra civile americana. Dave Arneson, cocreatore di D&D li adottò poco dopo prima della scrittura del primo regolamento di D&D.
Classe di prestigioIn Dungeons & Dragons terza edizione rappresenta una specializzazione delle normali classi a cui può appartenere un personaggio giocante o un personaggio non giocante. Dal punto di vista del regolamento, scegliendo una classe di prestigio il personaggio diventa praticamente multiclasse, con il primo livello nella classe di prestigio. Rappresenta una specializzazione che il personaggio ha acquisito nel corso del gioco (non può mai essere scelta come classe principale). Diversamente dalla classe, la classe di prestigio presenta dei requisiti che devono essere soddisfatti per potervi accedere. Spesso abbreviata in CdP.
Colpo criticoUn successo critico ottenuto durante un attacco. A seconda del gioco questo può causare danni maggiori del normale, permettere di ignorare l'armatura dell'avversario, far tirare su una tabella di risultati speciali, ecc. In D&D ad esempio, per ottenere un colpo critico si deve ottenere 20 con un singolo lancio di un dado a venti facce.
CombattimentoÈ uno degli aspetti più evidenti delle meccaniche di gioco. La risoluzione del combattimento viene stabilita in base alle caratteristiche ed abilità di chi si confronta e, nella maggior parte dei casi, da una componente casuale dettata dai tiri di dado. Chi è coinvolto nel combattimento (personaggi, mostri, ecc.) può guadagnare (o perdere) bonus in funzione di scelte tattiche, caratteristiche di classe, o di razza, poteri innati, ecc. A seconda del gioco e dell'ambientazione, possono essere contemplate forme di combattimento differenziate: a distanza, corpo a corpo, magico, mentale (tramite poteri paranormali), ecc.
CrunchCrunch e fluff sono termini inglesi; il primo indica la parte prettamente meccanica ("regole e numeri") dei giochi di ruolo – viene definito "crunch" un manuale che si occupa quasi esclusivamente di questo aspetto. Al contrario, fluff indica la parte di un manuale che non tratta della meccanica di gioco; di solito si tratta di dettagliato testo descrittivo.

## D
Dado percentualeUn dado a dieci facce marcato con le decine, "00", "10", "20", ecc. fino a "90", generalmente usato insieme a un dado a dieci facce normale in un tiro percentuale per generare un risultato compreso tra 1 e 100.
Dado Vitain Dungeons & Dragons, il Dado Vita (Hit Dice in inglese), usualmente abbreviato in DV (o HD) di una classe del personaggio è il tipo di dado da tirare per determinarne i punti ferita iniziali al primo livello o il loro aumento ogni volta che si sale di livello.
DicelessCon diceless (dall'inglese, letteralmente "senza dadi") si intende un gioco di ruolo in cui normalmente il successo o fallimento delle azioni dei personaggi giocanti viene deciso senza l'uso di dadi o di altri meccanismi casuali (come per esempio le carte da gioco usate in Castle Falkenstein o i tarocchi usati in Sine Requie). Un esempio di giochi di ruolo diceless è Amber Diceless Role-Playing. Altri (per esempio WitchCraft) offrono la possibilità di essere giocati anche diceless.
DungeonLa parola inglese dungeon significa "sotterraneo, antro, segreta"; è un luogo, tipicamente sotterraneo, in cui può svolgersi una parte delle azioni. Può trattarsi ad esempio di una grotta, di un castello abbandonato, di una miniera. In Dungeons & Dragons è di solito il principale luogo in cui i personaggi giocanti vivono la loro avventura, che termina generalmente quando ne escono.
Dungeon crawlStile di gioco che enfatizza l'aspetto di wargame del gioco di ruolo, in cui i personaggi sono visti più come pedine da muovere in una competizione contro i mostri, gli enigmi e le trappole che un giocatore con un ruolo diverso oppure il gioco stesso mette loro davanti, a volte mettendo in secondo piano l'aspetto interpretativo. Molto dipende se è visto come una sfida di sopravvivenza o una scoperta di ciò che il dungeon nasconde. nel primo caso si avvicina ad un gestionale di risorse, nel secondo ad un'avventura di scoperta.

## E
EUMATEEUMATE è l'acronimo di "Entra Uccidi il Mostro Arraffa il Tesoro ed Esci" che indica un modo di giocare che privilegia l'aspetto tattico e di metagioco del gioco di ruolo, impostato all'esplorazione dell'ambiente e all'eliminazione degli avversari con un approccio simile ad un videogioco come Diablo a scapito dell'interpretazione e di uno sviluppo organico del proprio personaggio, di cui vengono ignorati tutti gli aspetti non funzionali alla scoperta ed eliminazione degli avversari.
Il gioco di carte Munchkin è basato sulla parodia di questo concetto.

## F
Fallimento criticoDetto anche fumble o botch, è una Prova di abilità che fallisce in modo clamoroso. Normalmente lo si ottiene con un tiro di dado particolarmente sfortunato, anche se generalmente possedere un'abilità maggiore ne diminuisce le probabilità. Le conseguenze di un fallimento critico variano da gioco a gioco e spesso sono lasciate (parzialmente) alla fantasia ed inventiva del Master, ma generalmente sono molto più sfavorevoli di un insuccesso semplice.

## H
House organRivista ufficiale di una casa editrice dedicata interamente o quasi ai propri prodotti, per esempio Dragon per i prodotti prima della TSR e poi della Wizards of the Coast.
House rulesLe house rules (letteralmente "regole della casa") sono regole personalizzate diverse da quelle del regolamento ufficiale adottate da un gruppo di gioco.

## G
GiocatoreÈ la persona fisica dietro a personaggi giocanti e master.

## I
IniziativaÈ in generale il metodo usato per gestire l'ordine cronologico in cui avvengono le azioni dei giocatori e degli avversari in un combattimento. Per esempio in Dungeons & Dragons a partire dall'edizione 3.0, il tiro di iniziativa è deciso sommando al lancio del dado a 20 facce il bonus del punteggio di Destrezza (che quantifica, tra le altre cose, quanto un personaggio sia veloce a rispondere a un'azione) più eventuali bonus, chi ottiene un risultato di iniziativa maggiore sarà il primo ad agire.

## L
Level-capLetteralmente "livello-tappo", è un termine inglese che indica il livello massimo che un personaggio può raggiungere. Viene anche chiamato experience-cap poiché determina conseguentemente anche la quantità massima di punti esperienza che è possibile accumulare.
LibrogameUn librogame o anche o libro-gioco è un'opera narrativa che invece di essere letta linearmente dall'inizio alla fine presenta alcune possibili alternative mediante l'uso di paragrafi o pagine numerate, in sostanza un modulo di avventura da giocare in solitario. Lettori diversi (o la stessa persona in occasione di una rilettura) potranno compiere scelte diverse e ciò condizionerà lo svolgimento e la fine della trama. Questo genere fu principalmente popolare negli anni ottanta.
LivelloÈ un valore numerico che rappresenta sinteticamente la potenza di un personaggio. Simboleggia tutti i progressi compiuti durante il gioco. Quasi sempre ad un livello alto corrisponde anche un'importanza maggiore del personaggio nell'ambientazione.
Livello di classeIn Dungeons & Dragons, in base alla quantità di punti esperienza accumulati, ad ogni PG (o PNG) è associato un livello di classe (Class level in inglese), ovvero un valore numerico progressivo che rappresenta le capacità generali del personaggio: maggiore è il livello di classe, maggiori saranno le abilità in combattimento, nel lanciare incantesimi, le possibilità di riuscire in un TS ecc. Quando si ha a che fare con personaggi multiclasse, si parla di "livello del personaggio" come la somma dei livelli di classe delle singole classi a cui il personaggio appartiene. Quando un personaggio appartiene ad una sola classe, livello di classe e livello del personaggio coincidono, e vengono usualmente considerati sinonimi. Un altro termine utilizzato per indicare il livello di classe è "livello di esperienza".
Livello di incantesimoÈ un valore numerico progressivo assegnato a un incantesimo che ne indica la potenza. Per esempio, maggiore è la potenza, maggiori saranno i danni inflitti, la durata dell'incantesimo, l'effetto magico protettivo, ecc.). Usato per esempio in Dungeons & Dragons e Rolemaster.

## M
MasterA seconda del gioco si chiama dungeon master (DM), game master (GM), regista, narratore, ecc., la persona che gestisce ("mastera" o "masterizza" in gergo) una partita di gioco di ruolo, descrivendo l'ambientazione ed elaborandone le mappe, proponendo le avventure che coinvolgono i personaggi giocanti, interpretando il ruolo dei personaggi non giocanti, fra cui i mostri, e decidendo i risultati delle azioni intraprese. In genere ha l'ultima parola sull'interpretazione delle regole e su quali regole applicare e quali no. Visioni meno classiche di questa figura prevedono una diversa condivisione dei compiti, per esempio lasciando la possibilità di narrare anche ai giocatori, nonché la mancanza del diritto di modificare le regole, vedi per esempio Cani nella vigna.
MasterizzareLo svolgimento del ruolo del master, inglesismo derivato dal termine to master. Per esempio nella frase "masterizzare un'avventura". Più raramente indicato anche come "masterare"
Meccanica di giocoCostituisce l'insieme delle regole che definiscono come risolvere le azioni dei personaggi. Normalmente è incentrata su un meccanismo base che definisce come risolvere le prove di abilità (per esempio con il lancio di un dado).
ModuloContrazione di "modulo di avventura", è un'avventura pubblicata da un editore pronta per essere giocata. Può appartenere ad una serie di altri moduli che costituiscono insieme una campagna o può essere pensato per essere generico e venire inserito con facilità in una campagna già esistente. Spesso propone anche dei personaggi già pronti. Può essere anche ideata per essere giocata in solitario, vedi librogame.
MostroÈ una creatura fantastica che tipicamente i personaggi devono affrontare. A seconda dell'ambientazione può essere una creatura fantastica tratta dalla mitologia, dal folklore o essere una creatura aliena. In certe ambientazioni i personaggi stessi possono essere mostri (per esempio nei giochi del Mondo di Tenebra).
Un "mostro errante" è un mostro il cui incontro con i personaggi, invece di essere stabilito in maniera fissa (in base al luogo e/o azioni compiute dai personaggi), avviene in maniera casuale; serve ad aggiungere un grado di imprevidibilità al gioco, simulando gli eventi casuali in cui si possono imbattere i giocatori.
MulticlasseUn personaggio multiclasse appartiene a due o più classi contemporaneamente; le sue abilità generali risulteranno definite dalla combinazione di queste classi. Quando un personaggio, passando di livello, anziché progredire nella classe cui appartiene sceglie di ottenere un livello in una classe differente, in gergo si può dire che "multiclassa".
La possibilità di essere multiclasse è stata inserita nel regolamento a partire dal manuale per Original D&D Greyhawk - Supplement I e poi mantenuta in tutte le successive edizioni, anche se con meccaniche differenti.
MunchkinÈ un termine derisorio con cui vengono indicati quei giocatori il cui scopo nel giocare è semplicemente quello di potenziare il proprio personaggio e "vincere", a dispetto della godibilità del gioco, dell'interpretazione, degli altri giocatori e, spesso, anche delle regole. Il gioco di carte omonimo nasce come raffigurazione satirica e sarcastica di questo stile di gioco.

## N
NarratoreTermine alternativo usato nei giochi del Mondo di Tenebra e in altri giochi per indicare il master.

## O
One-shotPartita o avventura autoconclusiva, anziché essere contenuta all'interno di una campagna più vasta. Generalmente usata per provare nuovi regolamenti con personaggi di prova o per le partite di un torneo di gioco di ruolo.

## P
PartyUn party (letteralmente gruppo in inglese) è un gruppo di personaggi che si avventurano insieme in un gioco di ruolo. Nei giochi di ruolo da tavolo, un party è composto da un gruppo di giocatori, occasionalmente con l'aggiunta di alleati rappresentati da personaggi non giocanti controllati da quei giocatori o dal game master. Nei videogiochi di ruolo, la relazione tra il party e i giocatori varia considerevolmente. Nei giochi di ruolo online i party sono spesso simili a quelli dei giochi di ruolo da tavolo, tranne per il fatto che gli alleati sono sempre controllati in misura minore o maggiore dall'intelligenza artificiale. Nei videogiochi di ruolo a giocatore singolo, il giocatore generalmente controlla tutti i membri del gruppo in misura variabile.
Personaggio giocanteAbbreviato in PG, è l'alter ego interpretato da un giocatore. A seconda del gioco e della sua ambientazione può essere un normale essere umano o può appartenere a razze diverse.
Personaggio non giocanteAbbreviato in PNG, è un amico, avversario, mostro o altra entità interpretata dal master o da aiutanti che interagisce con i personaggi giocanti, per aiutarli, ostacolarli o semplicemente per fornire "colore" locale all'avventura.
Progressione epicaÈ il sistema per gestire i personaggi che aumentano il loro livello fino a diventare incredibilmente potenti, oltre le possibilità dei comuni avventurieri.
Prova di abilitàA seconda del gioco Compito, Test, Prova, è il meccanismo con il quale vengono risolte le azioni in un gioco di ruolo. Tipicamente coinvolge il valore di una caratteristica, di un'abilità (che rappresentano le capacità di chi tenta l'azione), dei modificatori (che rappresentano la difficoltà/facilità dell'azione tentata, gli attrezzi a disposizione, eventuali condizioni favorevoli o sfavorevoli, ecc.) ed un fattore casuale (il risultato del lancio di uno o più dadi, delle carte da gioco, ecc.)
Punti esperienzaI punti esperienza, abbreviati di solito con PE o, con XP, sono un valore assegnato dal master ai personaggi giocanti che tiene conto di come si sono comportati durante l'avventura, della quantità dei mostri uccisi, delle trappole disinnescate, delle buone idee, dell'interpretazione del personaggio, ecc. A seconda del sistema di gioco utilizzato i punti esperienza accumulati potranno servire per salire di livello, acquisendo così dei miglioramenti, che spaziano dall'acquisizione di nuovi incantesimi o abilità e migliori capacità di combattimento, o per acquisire direttamente le abilità desiderate, scelte tra quelle consentite dal master, ed altre peculiarità (virtù, specializzazioni, ecc.) consentendo una maggior personalizzazione del proprio personaggio.
Punti feritaI punti ferita sono uno dei mezzi più diffusi per tenere traccia dello stato di salute dei personaggi: ogni volta che si viene feriti si deduce un certo numero di punti ferita (dipende principalmente da: un'arma o una magia con cui si viene colpiti ed anche da altri fattori come: bere sostanze tossiche o essere colpiti da massi che cadono, ecc.) dal totale corrente di punti ferita.

## Q
QuestCon quest si intende un qualsiasi tipo di evento deciso dal Master per creare un'avventura verso un qualsiasi obiettivo che serve per delineare la trama. Il Master può far mutare gli eventi della storia per ogni singolo PG o per l'intero gruppo.

## R
RazzaSpesso nei giochi di ruolo i personaggi possono essere non umani, come esseri tratti dal folklore e dalle leggende (nani, elfi, vampiri, ecc.). Il concetto di razza rappresenta nelle ambientazioni dei giochi di ruolo l'appartenenza ad un gruppo di creature intelligenti che differisce per natura dagli altri gruppi; ad esempio, un elfo appartiene alla "razza" degli elfi, ma non a quella dei "nani".
Regola d'oroAnche "regola zero", è una convenzione presente in molti regolamenti secondo la quale se il master non condivide una regola ha il diritto di cambiarla, senza essere tenuto a informare i giocatori, né a mantenere la modifica nel tempo. Probabilmente è uno dei punti che più differenzia il gioco di ruolo dagli altri giochi, in cui la possibilità di un singolo giocatore di cambiare unilateralmente le regole a proprio piacimento non viene normalmente contemplata. Questa regola stabilisce che il divertimento e la fluidità della storia sono più importanti delle regole tecniche; quindi il master del gioco ha facoltà di cambiare o ignorare regole presenti nel manuale. Ci sono diversi giochi (Cani nella vigna, La mia vita col padrone, On Stage!, ecc.) che non prevedono questa regola, proponendo invece un sistema che permette la fluidità della storia e il divertimento anche tramite l'applicazione delle regole così come create.
RetrocloneUn retroclone è un gioco che mira a ricreare il regolamento di vecchie edizioni di giochi di ruolo, in particolare di Dungeons & Dragons, sfruttando il fatto che per la legislazione statunitense non è possibile mettere sotto copyright il regolamento di un gioco ma solo la formulazione delle regole.. Esempi di retro clone sono  OSRIC (che emula AD&D 1ª edizione), Labyrinth Lord (che emula la scatola rossa di D&D) o  GORE che emula il Basic Role-Playing della Chaosium
Riserva di dadiÈ un meccanismo di gioco utilizzato, per esempio da Shadowrun e dai giochi del Mondo di Tenebra, nel quale le Prove di abilità vengono effettuate tirando un certo numero di dadi (dipendente generalmente dagli attributi e abilità del personaggio) e contando il numero di dadi che supera un certo valore (piuttosto che il più comune metodo di tirare un numero fisso di dadi e sommarne il valore per confrontarlo con una soglia). Le condizioni ambientali, difficoltà relativa dell'azione, condizioni fisiche della persona, ecc. possono modificare sia il numero di dadi da tirare, che la soglia che ogni dado deve superare per essere contato come "successo", che il numero di successi da ottenere per riuscire nell'azione.
Roll playingLetteralmente "giocare tirando", sottintendendo "... i dadi", è un termine inglese che indica il tralasciare del tutto la parte interpretativa e narrativa del gioco di ruolo per affidarsi unicamente ai dadi (o comunque ad altri meccanismi casuali) anche per risolvere le azioni più banali (anziché solo per quelle cruciali per lo sviluppo dell'avventura) o per decidere particolari fondamentali dell'ambientazione o della trama.
Rule lawyerVengono definiti rule lawyer (letteralmente "avvocato delle regole") i giocatori che ricorrono ad una interpretazione letterale del regolamento, sfruttandone eventuali falle, dimenticanze, omissioni, contraddizioni, note a piè di pagina, ecc. per contestare o influenzare le decisioni del master o per ottenere un vantaggio per il proprio personaggio. Possono essere provocatori che trovano divertente cercare argomenti di discussione o semplicemente giocatori che ritengono più importante sopra ogni cosa il regolamento.

## S
Scheda del personaggioÈ un foglio sul quale vengono registrate le statistiche del personaggio. Normalmente contiene spazi per segnare il nome ed altri dati biografici (descrizione, storia, amici, nemici e contatti), caratteristiche, abilità, vantaggi e svantaggi, oggetti e altre proprietà materiali, tabelle di uso comune nel gioco, stato di salute del personaggio (la condizione a piena salute e quella corrente). Normalmente ogni gioco propone una scheda standard (o anche più di una differenziata per tipi diversi di personaggio - classe, clan o altro).
Schermo del masterÈ un foglio rigido, normalmente in cartoncino realizzato utilizzato dal master per nascondere i propri appunti e tiri di dado ai giocatori. Il primo venne pubblicato dalla Judges Guild per Dungeons & Dragons nel 1977.
SemiumanoUn semiumano è un umanoide ancora più simile ad un essere umano.
Sessione di giocoÈ una singola seduta di una partita di gioco di ruolo; può durare, a seconda dei gruppi, da un paio d'ore a 4-5 ore (o anche di più). Normalmente si cerca di chiudere la sessione in qualche momento relativamente tranquillo della storia.
SlotSpazio nell'inventario (borsa) del personaggio dove allocare armi, pergamene, artefatti ed ogni altro genere di oggetto. Solitamente il numero di slot non è illimitato.
Soglia di difficoltàAltro nome per #Classe difficoltà
SplatbookManuale dedicato a un particolare gruppo o classe o fazione politica fittizia in un gioco di ruolo, che fornisce materiale di ambientazione aggiuntivo e regole opzionali. Per esempio un regolamento fantasy di cappa e spada potrebbe offrire splatbookper le diverse razze fantasy dell'ambientazione.
I primi esempi di splatbook risalgono fino all'inizio del gioco di ruolo, per esempio il Cults of Prax (1979) per RuneQuest che dettaglia diversi culti religiosi a cui i personaggi possono aderire o i supplementi per la linea originale di Traveller dedicati alle varie professioni. Comunque il nome deriva dal nomigliolo usato su newsgroup per i supplementi della White Wolf, poiché questi avevano titoli del tipo Clan xxx per quelli di Vampiri: la masquerade, Tribe xx per Werewolf: The Apocalypse e così via erano detti "*book", usando l'asterisco come carattere jolly. Dato che l'asterisco in inglese è detto anche "splat", da questo è nato il termine "splatbook".
Altri esempi di splatbook sono per esempio la serie The Complete Book of per Advanced Dungeons & Dragons o i vari codex per Warhammer Fantasy Battle e Warhammer 40,000.
Successo criticoÈ una prova di abilità riuscita in maniera spettacolare. Normalmente lo si ottiene con un tiro di dado particolarmente fortunato, anche se generalmente un'abilità maggiore aumenta le probabilità di un successo critico.

## T
TalentoIn Dungeons & Dragons particolarità del personaggio che influisce su una sua abilità, sulle sue caratteristiche, sul suo tiro per colpire, sulla sua classe armatura, sui suoi tiri salvezza o sul modo con cui può effettuare certe azioni.
THAC0In Advanced Dungeons & Dragons 2ª edizione la capacità di un personaggio o di un mostro di colpire con successo era indicato dal suo THAC0, che era il tiro minimo su un dado da 20 facce necessario "a colpire classe di armatura 0" ("To Hit Armor Class 0"). Il tiro per colpire altre classi di armatura poteva essere calcolato sottraendo il valore della classe di armatura dal THAC0. Più basso era il THAC0, più probabile era riuscire a colpire con successo. Questo metodo rimpiazzava le tavole di combattimento usate nelle edizioni precedenti, ma venne ufficialmente abbandonato con l'edizione 3.0 di D&D.
Tiro apertoUna meccanica di gioco per cui i dadi possono essere ritirati una o più volte, aumentando o diminuendo il risultato finale. Per esempio in Rolemaster si effettua un tiro percentuale e se il risultato è compreso tra 96 e 100, si tira ancora sommando il nuovo risultato a quello precedente continuando a tirare finché non si ottiene un risultato inferiore a 96, mentre se il risultato è compreso tra 01 e 05 si tira nuovamente sottraendo il risultato ottenuto e continuando a tirare (come nel caso precedente) finché non si ottiene un risultato inferiore a 96.
Tiro per colpireAbbreviato in TPC o TxC, è un tiro di dado necessario a valutare se il personaggio è in grado di ferire il suo avversario. La risultante delle sue abilità, capacità di utilizzare un dato tipo di arma, o altre variabili genera un numero che, sommato al risultato di lancio di uno o più dadi (componente casuale) e confrontato con la difesa (che può essere a sua volta un tiro di dado oppure un valore numerico fisso) dell'avversario determina se un colpo è andato a segno o meno.
Tiro percentualeCon tiro percentuale si indica l'uso di due dadi a dieci facce, uno dei quali è marcato con 00, 10, 20, … 90, l'altro marcato normalmente da 0 a 9, in modo da ottenere un risultato da 1 a 100 (un risultato di "00" sul primo dado e di "0" sul secondo viene letto come "100"). Nel caso che non sia disponibile un dado marcato da "00" a "90" si usando due dadi a dieci facce di colore diverso, indicando prima del lancio quale è da considerare quello delle decine. Alle volte i d20 sono usati come rimpiazzi per i d10, in questo caso si tira il d20 e si legge solo la cifra delle unità (esistono in commercio anche d20 numerati da 0 a 9 con ogni cifra ripetuta due volte).
Torneo di gioco di ruoloÈ un evento ludico in cui è prevista una forma indiretta di competizione tra squadre che partecipano separatamente a un'avventura one-shot, valutate poi sulla base di alcuni parametri (interpretazione, azioni intraprese nel corso della storia, grado di conclusione della storia).
Tiro salvezzaChiamato in alcuni giochi Tiro resistenza, è un tiro di dado necessario a valutare se il personaggio subisce o meno gli effetti di una condizione di pericolo, oppure se riesce parzialmente ad evitarli.

## U
UmanoideUna razza approssimativamente simile alla figura umana: due gambe, due braccia, un tronco e una testa. Inoltre le caratteristiche principali del viso sono anch'esse simili a quelle umane: due occhi, un naso, due orecchie e una bocca.